# Coalition orange-bleue
Pour les articles homonymes, voir Orange bleue.
 (novembre 2007).
La coalition orange-bleue (ou bleue-romaine) est un certain type de coalition gouvernementale de Belgique.
Elle regroupe les partis libéraux (MR ou VLD, dont la couleur traditionnelle est le bleu) et chrétiens-démocrates (cdH ou CD&V, dont la couleur traditionnelle est l'orange).
Elle est la coalition la plus logique qui doive résulter des élections législatives du 10 juin 2007, ou la plus adéquate à ce résultat (du fait du recul des socialistes en Région wallonne mais aussi en Région flamande). Comme le CD&V est en cartel avec les nationalistes flamands de la Nieuw-Vlaamse Alliantie (Nouvelle Alliance flamande héritière de la tendance de l’aile droite de la Volksunie), que le cdH est plus à gauche que les autres partis envisageant de se coaliser pour former un gouvernement, les discussions sont extrêmement longues et difficiles. Et cela d'autant plus que les partis flamands veulent une extension très large des compétences des Régions de Belgique et une mutation du fédéralisme belge en confédéralisme, ce à quoi s'oppose (le plus catégoriquement) à nouveau la présidente du cdH Joëlle Milquet. Les difficultés rencontrées sur le plan institutionnel amènent la presse étrangère (et notamment Libération en France), les observateurs belges à parler d'un possible éclatement du pays.

## Aperçu des négociations
Au cours de cette importante crise politique, Albert II a d'abord nommé informateur Didier Reynders et a confié une mission de médiation à son ancien premier ministre Jean-Luc Dehaene. Il nomme ensuite formateur Yves Leterme, le leader du cartel CD&V/NVA, le parti ayant le plus de sièges à la Chambre, mais celui-ci démissionne le 23 août 2007. Dans un communiqué, le Palais parle, pour la première fois, d'une "crise politique", ce qui tranche avec les termes consensuels utilisés généralement.
Pour la première fois de son règne, le roi Albert II décide de consulter officiellement, pendant plusieurs jours, une dizaine de Ministres d'État, considérés comme "les sages du royaume". Au terme de ces audiences fin août, le président de la Chambre, Herman Van Rompuy a pris le relais, tenté d'apaiser les tensions (il fut désigné par le roi comme explorateur ou éclaireur : en néerlandais on le désigna du mot verkenner qui a cette signification). La mission d'Herman Van Rompuy a duré un mois et a permis de rétablir un climat de confiance entre les partenaires de l' "Orange bleue", mais sans obtenir de résultat concret.
Yves Leterme a  été désigné, pour la deuxième fois, comme formateur par le roi Albert II fin septembre, parvenant dans le courant d'octobre à amener les partis politiques autour de la table et à obtenir des projets fermes d'accords sur des questions comme l'immigration, la justice, la politique étrangère, le développement durable et d'autres matières économiques et sociales ou les questions liées à la répression de la délinquance chez les jeunes.
Le lundi 22 octobre, certaines communes de la périphérie bruxelloise (Arrondissement de Bruxelles-Hal-Vilvorde) où existent certaines Facilités linguistiques pour les habitants de langue française (mais où la majorité des conseils communaux est composée d'élus francophones), ont siégé en français (ce que la loi interdit). Plusieurs des bourgmestres francophones de ces communes ont été déjà présentés comme bourgmestres par leur conseil communal au Gouvernement flamand qui refuse de les nommer comme la loi communale l'impose encore en Flandre et à Bruxelles et cela pour d'autres infractions qu'ils auraient commises aux lois linguistiques. Le président du Front démocratique des francophones (nationalistes francophones, le FDF étant aux francophones ce que la NVA est aux néerlandophones), partie prenante de l'éventuelle coalition et qui fait partie intégrante des libéraux wallons et francophones), Olivier Maingain, a déclaré le 25 octobre qu'il n'entrerait pas dans un gouvernement si les bourgmestres en cause n'étaient pas nommés par le Gouvernement flamand. Celui-ci a réagi en affirmant qu'il n'était pas concerné par l'élaboration d'un accord sur le plan fédéral ce qui, effectivement, sur un plan juridique pur, est exact, en vertu des principes du Fédéralisme belge concernant l'Équipollence des normes et la Compétence exclusive: le Gouvernement flamand ne peut se voir imposer par aucune autorité fédérale la nomination de bourgmestres, nomination qui est de sa compétence exclusive.
Après la nouvelle démission d'Yves Leterme le 1er décembre 2007, le roi Albert II confie une mission au premier ministre sortant Guy Verhofstadt.

## Chronologie précise
Comme le veut la tradition, le premier ministre Guy Verhofstadt présente le 11 juin la démission de son gouvernement au Roi, qui rencontre ensuite durant deux jours les présidents de la Chambre, du Sénat et des partis démocratiques. Depuis le début de son règne, Albert II ne reçoit jamais les élus de l'extrême-droite (Vlaams Belang et Front National).

### Missions de D.Reynders et JL Dehaene
- le 11 juin, Didier Reynders déclare publiquement sa préférence pour l'orange-bleue.
- le 12 juin, le roi charge Didier Reynders (président du MR) d'une mission d'information que Reynders consacre à rencontrer des interlocuteurs majoritairement de la société civile
- le 27 juin, Joëlle Milquet propose aux Verts de s'associer à la majorité en vue.
- le 28 juin, les nouveaux élus prêtent serment à la Chambre des représentants de Belgique et au Sénat.
- le 4 juillet, après avoir organisé de nombreuses tables rondes et reçu plus de 450 personnes, Didier Reynders remet son rapport au Roi.
- le 5 juillet, le Roi charge son ancien premier ministre Jean-Luc Dehaene d'une mission de médiation-négociation. Il vérifie le désir du CDH d'adhérer à l'orange-bleue.
- le 15 juillet Dehaene demande au Roi d'être déchargé de sa mission, Yves Leterme est chargé d'une mission de formation du gouvernement.

### Première Mission de Y. Leterme
- le 22 juillet, Leterme a rédigé son projet d'accord gouvernemental jugé trop flamand par les négociateurs wallons, trop centriste au VLD.
- le 7 août, Leterme rédige une nouvelle version de son projet d'accord.
- le 14 août  CD&V et NVA donnent la liste (longue: nombreuses régionalisations ou communautarisations) de leurs revendications institutionnelles.
- le 16 août contre-propositions wallonnes et francophones (élargissement du territoire bruxellois au-delà des 19 communes) rejetées par les Flamands.
- Après un mois de pénibles négociations au château de Val Duchesse, Yves Leterme rencontre Albert II le 17 août pour lui faire son quatrième rapport intermédiaire sur l'avancée de son travail. Vu les tensions communautaires entre les partis francophones et flamands, le Roi décide de suspendre les négociations et d'entamer de nouvelles consultations politiques avec les présidents des quatre partis de l'"Orange bleue" : Jo Vandeurzen (CD&V/NVA), Didier Reynders (MR), Bart Somers (VLD) et Joëlle Milquet (CDH). Le 19 août, Albert II reçoit à nouveau Yves Leterme et lui demande de mener des contacts informels avant de recommencer des nouvelles négociations. Mais le formateur jette l'éponge quatre jours plus tard.

### La mission Van Rompuy
- le 29 août, après avoir consulté pendant trois jours des Ministres d'État (comme Wilfried Martens, Guy Spitaels...), le Roi charge le discret président de la Chambre Herman Van Rompuy d'une mission d'exploration.
- le 9 septembre, le Parlement flamand rejette une motion du Vlaams Belang appelant à l'indépendance de la Flandre.
- Le 8 octobre Herman Van Rompuy remet son rapport au Roi. Il a réussi à rétablir un climat de confiance entre les partenaires de l'"Orange Bleue" mais n'a obtenu aucun accord concret. Le Roi charge à nouveau Yves Leterme de former le futur gouvernement.

### Deuxième mission d' Y. Leterme
- le 15 octobre Il y a un accord sur le volet Justice (notamment en ce qui concerne les mineurs délinquants).
- le 18 octobre, accord sur la fonction publique (nombre de fonctionnaires, service minimal pour les chemins de fer en cas de grève etc.).
- le 20 octobre; Didier Reynders précise les conditions auxquelles les Wallons et les francophones pourraient admettre la scission de BHV.
- le 23 octobre, accord sur le développement durable.
- le 25 octobre Olivier Maingain n'acceptera de discussion institutionnelle que si le Gouvernement flamand nomme trois bourgmestres de la périphérie élus en 2006.
- le 28 octobre les partis flamands exigent une solution pour BHV avant le 7 novembre.
- le 1er novembre accord sur le volet emploi: restent à discuter des problèmes budgétaires et communautaires.
- le 1er décembre, Yves Leterme remet sa démission au Roi pour la seconde fois.

### Crise dans la mission d'Yves Leterme
- le 7 novembre les parlementaires flamands de la commission ad hocde la Chambre, votent la scission inconditionnelle de l'arrondissement Bruxelles-Hal-Vilvorde après que les parlementaires wallons et francophones ont quitté la séance: le vote est acquis en raison du fait que les députés flamands possèdent à eux seuls la majorité absolue des voix à la Chambre comme au Sénat. Les négociations en vue de la formation du Gouvernement sont interrompues. Les quatre partis démocratiques francophones décident d'entamer une procédure juridique appelée "le conflit d'intérêts".
- Le 8 novembre, le roi Albert II reçoit en audience Yves Leterme et lui demande de poursuivre sa tâche de formateur, vu que les quatre partis de l' "Orange Bleue" ne réclamaient pas sa démission. Dans le communiqué diffusé par le Palais, il précise que "la constitution rapide d'un gouvernement fédéral est importante pour le bien-être de tous les citoyens de notre pays, pour la crédibilité de la Belgique et sa nécessaire cohésion". Albert II charge, par ailleurs, le président de la Chambre Herman Van Rompuy et le président du Sénat Armand De Decker de "prendre une initiative afin d'entamer un dialogue sur la poursuite de l'élaboration équilibrée de nos institutions et un renforcement de la cohésion entre les communautés", selon ce communiqué royal exceptionnellement détaillé.
- Le 18 novembre, 35 000[1] personnes participent à la manifestation nationale organisée dans les rues de Bruxelles. Marie-Claire Houard, une citoyenne liégeoise, remet à Armand De Decker la pétition trilingue en faveur de l'unité de la Belgique qu'elle a lancé en août 2007 et qui a récolté 140 000 signatures. Une Fête de l'Unité est ensuite organisé dans le parc du Cinquantenaire. C'est le plus important rassemblement patriotique depuis le début de la crise.
- Le 23 novembre, les présidents de la Chambre et du Sénat vont expliquer au Roi leur proposition de création d'une convention composée d'experts, de parlementaires, de membres du gouvernement fédéral et des gouvernements régionaux et communautaires. Yves Leterme n'arrive cependant pas à relancer les négociations au sein de l'"Orange bleue" et décide de démissionner le samedi 1er décembre.

### Nouvelles difficultés
Le lundi 26 novembre au soir la NVA qui est en cartel avec les démocrates-chrétiens flamands (CD&V) a rejeté l'accord proposé par le formateur Yves Leterme n'y trouvant pas son compte en matière de réformes institutionnelles. Certes, la NVA ne dispose que de cinq députés sur les 150 de la Chambre belge mais sans son appui, une coalition du type de celle que les dirigeants politiques belges tentent de former semble politiquement et même arithmétiquement impossible. Politiquement car au cas où ce parti demeurerait en dehors de la coalition, celle-ci ne disposerait plus que d'un siège de majorité et pas de la majorité des députés flamands à la Chambre belge.

### Démission d'Yves Leterme
- Samedi 1er décembre : Yves Leterme présente sa démission au Roi. Ce dernier l'accepte et reçoit en audience le Premier ministre en affaires courantes, Guy Verhofstadt.
- Dimanche 2 décembre : Guy Verhofstadt et Didier Reynders passent la journée ensemble. Guy Verhofstadt aurait reçu une mission du Roi la veille et réserverait sa réponse.

### Mission de G. Verhofstadt
- Lundi 3 décembre : le Roi donne une mission d'information à Guy Verhofstadt. Ce dernier explique que sa mission est de très courte durée et limitée, et qu'il aura des contacts en toute discrétion avec l'ensemble des partis démocratiques[2]. Une semaine plus tard, Albert II le charge de former un gouvernement intérimaire.
- Lundi 10 décembre : le Roi charge Guy Verhofstadt de former un gouvernement temporaire en attendant une formation définitive.
- Mercredi 19 décembre : accord sur la formation d'un Gouvernement provisoire Verhofstadt III à partir du 21 décembre 2007 jusqu'au 23 mars 2008, composé par 14 ministres (néerlandophones: 3 Open VLD - 4 CD&V et francophones: 3 MR - 3 PS - 1 cdH). Ce gouvernement est donc constitué 192 jours après les élections[3]. La période de négociation la plus longue datait des élections de 1987 avec 149 jours de négociations avant de former un gouvernement[4].

## Liste des coalitions orange-bleue

### Gouvernement national/fédéral
- 1949-1950 : Gaston Eyskens I (CVP-PSC-Parti libéral)
- 1958-1960 : Gaston Eyskens III (CVP-PSC-Parti libéral)
- 1960-1961 : Gaston Eyskens III (remanié) (CVP-PSC-Parti libéral)
- 1966-1968 : Vanden Boeynants I (CVP-PSC-PLP-PVV)
- 1974 : Tindemans I (PSC-CVP-PLP-PVV)
- 1977 : Tindemans III (PSC-CVP-PLP-PVV)
- 1981-1985 : Martens V (PSC-CVP-PRL-PVV)
- 1985-1987 : Martens VI (PSC-CVP-PRL-PVV)
- 1987-1988 : Martens VII (PSC-CVP-PRL-PVV)
- 2018-2019: Michel II (MR-CD&V-Open Vld)
- 2019-2020 : Wilmès I (MR-CD&V-Open Vld)
- 2020 : Wilmès II (MR-CD&V-Open Vld)

### Gouvernement flamand
- 1985-1988 : Geens II (CVP-PVV)
- 1988 : Geens III (CVP-PVV)

### Gouvernement wallon
- 1985-1988 : Wathelet (PSC-PRL)
- 2017-2019 : Borsus (MR-cdH)
- 2024- / : Dolimont (MR-Les Engagés)

### Gouvernement de la Communauté française / Fédération Wallonie-Bruxelles
- 1985-1988 : Monfils (PRL-PSC)
- 2024 - / : Degryse (MR-Les Engagés)

### Gouvernement de la Communauté germanophone
- 1986-1990 : Maraite I (CSP-PFF)